# Cameron Chalmers

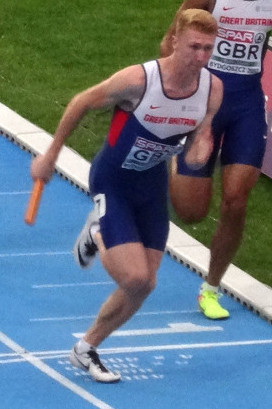
Chalmers (2017)

Cameron Christopher David Chalmers (* 6. Februar 1997 auf Guernsey) ist ein britischer Sprinter, der sich auf den 400-Meter-Lauf spezialisiert hat.

## Sportliche Laufbahn
Erste internationale Erfahrungen sammelte Cameron Chalmers im Jahr 2016, als er bei den U20-Weltmeisterschaften in Bydgoszcz bis in das Halbfinale gelangte und dort mit 46,51 s ausschied. Im Jahr darauf erreichte er bei den U23-Europameisterschaften ebendort in 46,29 s Rang vier und siegte mit der britischen 4-mal-400-Meter-Staffel in 3:03,65 min. 2018 nahm er für Guernsey an den Commonwealth Games im australischen Gold Coast teil und schied dort mit 46,34 s im Halbfinale aus. Im Sommer erhielt er einen Startplatz in der Staffel für die Europameisterschaften in Berlin und trug dort zum Gewinn der Silbermedaille hinter Belgien bei. 2019 erreichte er bei den Halleneuropameisterschaften in Glasgow im Einzelbewerb das Halbfinale, in dem er mit 47,83 s ausschied, während er mit der Staffel in 3:08,48 min auf Rang fünf gelangte. Auch bei den World Relays in Yokohama gelangte er nach 3:04,96 min auf den fünften Platz und anschließend gewann er bei den U23-Europameisterschaften in Gävle in 45,92 s die Silbermedaille hinter dem Franzosen Fabrisio Saïdy und gewann auch mit der Staffel in 3:04,59 min die Silbermedaille hinter Deutschland. Mit der britischen Staffel nahm er auch an den Weltmeisterschaften in Doha teil und erreichte dort auch das Finale, in dem die Mannschaft aber nicht bis in das Ziel gelangte.
2019 wurde Chalmers britischer Hallenmeister im 400-Meter-Lauf. Er ist Student an der University of Bath. Auch sein jüngerer Bruder Alastair Chalmers ist als Leichtathlet aktiv.

## Persönliche Bestleistungen
- 400 Meter: 45,64 s, 18. Juni 2017 in Bedford
  - 400 Meter (Halle): 46,26 s, 10. Februar 2019 in Birmingham